# Pierre Génisson
Pour les articles homonymes, voir Génisson.
Pierre Génisson (né en 1986 à Marseille) est un clarinettiste classique français.

## Biographie
Né en 1986 à Marseille, Pierre Génisson a été initié à  la musique dans une famille de musiciens, avec un arrière grand-père clarinettiste, une grand-mère claveciniste et organiste et une sœur pianiste.
Il commence la clarinette au conservatoire de Marseille. Il part se perfectionner au conservatoire de Rueil-Malmaison dans la classe de Florent Héau.
Pierre Génisson entre en 2005 au  Conservatoire national supérieur de musique et de danse de Paris et y recoit en 2009 reçu son premier prix de clarinette à l'unanimité dans la classe de Michel Arrignon, et un premier prix à l'unanimité de musique de chambre dans la classe de Claire Désert, Amy Flammer et Jean Sulem. 
En 2010, grâce à ses deux prix du conservatoire, la maison Vandoren l'invite à représenter la France au festival de l'International Clarinet Association aux États-Unis.
Il se perfectionne ensuite à l’Université de Californie du Sud à Los Angeles auprès de Yehuda Gilad et y obtient un Artist Diploma.
À 24 ans, il fait ses débuts de soliste international avec la Philharmonie de Berlin, dans la Rhapsodie pour clarinette de Claude Debussy et le Double concerto pour clarinette et alto de Max Bruch.
En 2013, il enregistre un premier disque consacré à la musique française Made in France avec Pierre Bismuth au piano, plébiscité par la critique. Il est invité à jouer par David Chan, soliste à l’orchestre du Metropolitan Opera de New York et directeur artistique du festival « Musique et Vin au Clos Vougeot », avec qui il enregistrera le quintette avec clarinette de Mozart (1789) associé à celui de Weber (1811-1815) sur le même disque; l'album intitulé How I met Mozart est un clin d’œil à la série How I met your mother.
Il a été lauréat du Concours International Carl Nielsen et en 2014, il remporte le 1er Prix et le Prix du public du Concours International de Clarinette Jacques Lancelot à Yokosuka (Japon).
Pierre Génisson pratique la clarinette sur instruments modernes et également sur instruments anciens.
Il est régulièrement invité comme soliste par des orchestres comme le Deutsches Symphonie-Orchester Berlin, l'Orchestre philharmonique de Tokyo, les BBC orchestras, l'Orchestre Métropolitain de Montréal, l’Orchestre symphonique d'Odense, l'Orchestre symphonique du Sichuan (en), l’Orchestre philharmonique royal de Liège, l’Orchestre symphonique de Düsseldorf, l’Insula orchestra... sous la direction de chefs reconnus : Krystof Urbansky, Olari Elts, Darrell Ang, Sascha Goetzel, Alexandre Bloch, Laurence Equilbey, Lionel Bringuier... Pierre Génisson est également très actif en musique en rencontrant de nombreux quatuors à cordes tels quatuor Ebène, quatuor Modigliani, quatuor Jérusalem, quatuor Zemlinsky, quatuor Hermès, quatuor Van Kuijk...
Il promeut la musique contemporaine française, en particulier, en France et à l’étranger et celle des compositeurs contemporains, notamment Tristan Murail, Thierry Escaich, Eric Montalbetti, Karol Beffa... Pierre Genisson est dédicataire du Concerto pour clarinette d’Eric Tanguy, composé « en miroir à celui de Mozart ».
En 2018, il reçoit un prix artistique de la Fondation Simone et Cino Del Duca sous l'égide de l’Institut de France.
Depuis 2020, il est le directeur artistique du festival « Les Nuits musicales de Fontfroide » à côté  de Narbonne.
Pierre Génisson donne également des masterclasses à travers le monde et enseigne son instrument au sein de l’École normale de musique de Paris Alfred Cortot.
Pierre Génisson joue sur clarinettes Buffet Crampon.

## Discographie sélective

### Albums personnels
- Made in France avec Pierre Génisson (clarinette) et David Bismuth (piano), (Harmonia Mundi Aparté AP096, 2013)[5]
- How I met Mozart, avec le Quartet 212, constitué de David Chan, Catherine Ro, Dov Scheindlin et Rafael Figueroa, solistes de l’orchestre du Metropolitan Opera de New York (Aparté AP149, 2016)[1]
- Swing, a Benny Goodman story , avec l'Orchestre de concert de la BBC (en), Keith Lockhart (Aparté, 2020)[6]
- Mozart 1791, avec l'ensemble concerto Köln, Jakob Lehmann (dir.) et avec la participation de Karine Deshayes (soprano), (Erato, 2023)[7]

### Comme invité
- Harmonieuses Dissonances – Hommage à Matisse : Delphine Haidan, mezzo-soprano et Pierre Génisson, clarinette, (Alpha 583, 2019)[8]
- Childhood, monographie de Johan Farjot, pièces chambristes, avec une trentaine d'artistes (tels l'Ensemble Contraste, Geneviève Laurenceau, Jérôme Ducros, Pierre Génisson, etc. (Klarthe, 2020)[9]
- Duo pour violon et piano ; Hommage à Matisse ; Trio pour violon, violoncelle et piano ; Quatuor à cordes « Harmonieuses dissonances » - Christian Tetzlaff, violon ; Alexander Vorontsov, piano ; Delphine Haidan, mezzo-soprano et Pierre Génisson, clarinette ; Hae Sun Kang, violon ; Éric-Maria Couturier, violoncelle ; Hidéki Nagano, piano ; Quatuor Les Dissonances (juin/octobre/novembre 2019 ; janvier 2020, Alpha 583)
- Crystal Palace, Laurent Lefrançois avec Paul Meyer, clarinette ; Magali Mosnier, flûte ; Pierre Génisson, clarinette ; orchestre Victor-Hugo ; dir. Jean-François Verdier, (Indesens Records, 2022)[10]